# Copa de la Princesa de voleibol
La Copa de la Princesa de voleibol és una competició esportiva de clubs femenins de voleibol. De caràcter anual, és organitzada per la Reial Federació Espanyola de Voleibol i fou creada la temporada 2007-08. Hi participen els cincs equips millor classificats de la primera volta de la Superlliga Femenina 2 i l'organitzador del torneig. Els clubs participants s'agrupen en dos grups i disputen una primera fase en format de lligueta. Els dos millors classificats de cadascun dels grups accedeixen a la fase final, que es disputa en format de semifinal i final. Es celebra en una seu neutral i durant un cap de setmana, normalment al mes de gener. Juntament amb la Superlliga Femenina 2, és considerada la competició estatal més important dels clubs de voleibol de segona categoria.
El Club Voleibol Jav Olimpico és l'únic equip que ha guanyat la competició en dues ocasions (2021 i 2022). Per altra banda, el Club Voleibol Vall d'Hebron (2013), el Voley Ciutat Cide (2017) i el Club Voleibol Barcelona Barça (2023) són els únics equips de l'àmbit catalanoparlant que s'han proclamat campions del torneig.

## Historial
| En negreta = Equip guanyador (1) = Nombre de títols Nota: Noms dels equips segons l'època |

| Edició | Temp.   | Data       | Campió                      | Resultat | Subcampió                | Seu               | refs   |
| ------ | ------- | ---------- | --------------------------- | -------- | ------------------------ | ----------------- | ------ |
| I      | 2007-08 | 13-01-2008 | Haro Rioja Vóley (1)        | 3-0      | PDR Miranda              | Miranda de Ebro   | [ 4 ]  |
| II     | 2008-09 | 11-01-2009 | PDR Miranda (1)             | 3-2      | Ribeira Sacra            | Monforte de Lemos |        |
| III    | 2009-10 | 15-02-2010 | Nuchar Tramek Murillo (1)   | 3-2      | PDR Miranda              | Miranda de Ebro   | [ 5 ]  |
| IV     | 2010-11 | 13-02-2011 | Vóley Murcia (1)            | 3-0      | Barça CVB                | Salou             | [ 2 ]  |
| V      | 2011-12 | 12-02-2013 | Feel Volley Alcobendas (1)  | 3-2      | RGC Covadonga            | Gijón             | [ 6 ]  |
| VI     | 2012-13 | 13-01-2013 | CV Vall d'Hebron (1)        | 3-1      | Feel Volley Alcobendas   | Barcelona         | [ 7 ]  |
| VII    | 2013-14 | 13-01-2014 | Emevé Élide (1)             | 3-0      | CV Torrelavega           | Miranda de Ebro   | [ 8 ]  |
| VIII   | 2014-15 | 11-01-2015 | Figaro Haris Tenerife (1)   | 3-1      | CV Torrelavega           | Madrid            | [ 9 ]  |
| IX     | 2015-16 | 10-01-2016 | CV Torrelavega (1)          | 3-1      | Cuesta Piedra Santa Cruz | Guadalajara       | [ 10 ] |
| X      | 2016-17 | 08-01-2017 | JS Hotels Ciutat Cide (1)   | 3-1      | Arona Tenerife Sur       | Gijón             | [ 11 ] |
| XI     | 2017-18 | 07-01-2018 | Madrid Chamberí (1)         | 3-1      | Emevé                    | Lugo              | [ 12 ] |
| XII    | 2018-19 | 13-01-2019 | CV Kiele Socuéllamos (1)    | 3-2      | JS Hotels Ciutat CIDE    | Palma             | [ 13 ] |
| XIII   | 2019-20 | 12-01-2020 | CV Sayre Décimas (1)        | 3-0      | CV Vall d'Hebron         | Palma             | [ 14 ] |
| XIV    | 2020-21 | 10-01-2021 | CV CCO 7 Palmas (1)         | 3-0      | VP Madrid                | Las Palmas        | [ 15 ] |
| XV     | 2021-22 | 09-01-2022 | CV CCO 7 Palmas Urbaser (2) | 3-0      | Heidelberg Volkswagen    | Las Palmas        | [ 3 ]  |
| XVI    | 2022-23 | 08-01-2023 | Barça CVB (1)               | 3-1      | Melilla Sport Capital    | La Corunya        | [ 16 ] |